# Abronia gaiophantasma
El dragoncito de la Sierra de las Minas  (Abronia gaiophantasma) es una especie en peligro de extinción de lagarto escamoso ánguido del género Abronia endémico de Guatemala. Fue descrito por primera vez por los herpetólogos Jonathan Atwood Campbell y Darrel Richmond Frost en el año de 1993 a partir del holotipo UTA R-19646.

## Etimología
El epíteto específico de A. gaiophantasma deriva del griego, específicamente de las palabras γαιο ("gaio"), que significa tierra y φάντασμα ("phantasma"), que significa espíritu o fantasma. El nombre hace alusión a la coloración distintiva de la especie, que se asemeja a las tonalidades marrón rojizas de las arcillas lateríticas propias de su hábitat. Estas arcillas, características de la región, se vuelven más visibles con la deforestación y la creciente invasión humana.

## Descripción
Como otros lagartos arbóreos de su género, el dragoncito de la sierra de las Minas, es un lagarto de cuerpo largo y esbelto con un pliegue ventro-lateral, cola prensil y larga, cabeza triangular y patas cortas. En el holotipo de la especie, la longitud desde el hocico hasta la cloaca fue de 10.1 cm. La longitud de la cabeza, medida desde la escama rostral hasta el borde anterior de la abertura auricular, fue de 23.2 mm, con un ancho máximo de 18.7 mm. La cola alcanzó una longitud total de 19.1 cm, aproximadamente 1.7 veces la longitud del cuerpo. En los paratipos, la longitud hocico-cloaca oscila entre 9.5 y 10.5 cm en los machos adultos, mientras que en la única hembra registrada fue de 7.1 cm.
Se distingue como especie y de otros miembros de su género por las siguientes características:
- Presencia de 28 a 30 hileras transversales de escamas dorsales.
- Presencia de 12 a 14 hileras longitudinales de escamas dorsales, dispuestas de forma paralela al pliegue ventro-lateral.[2][3][5] Aunque en una población en Chelemhá, un ejemplar identificado como un macho adulto, presentó 15 filas longitudinales de escamas dorsales grandes.[6]
- Escamas dorsales de las filas longitudinales centrales fuertemente quilladas.
- Presencia de 14 a 16 hileras longitudinales de escamas ventrales.
- 35-38 filas transversales de escamas ventrales, con osteodermos bien desarrollados.
- Escamas ventro-laterales más grandes que las centrales.
- Seis hileras longitudinales de escamas nucales.
- Presencia de escamas temporales superiores primaria y secundaria agrandadas, mayores que la terciaria.
- Escamas supranasales pequeñas, no expandidas medialmente, y de tamaño similar a las escamas postnasales superiores.
- Presencia de una sola escama cantal por cada lado de la cabeza, que separa a las escamas internasales posteriores de las escamas prefrontales, loreal y cantoloreal.
- 5/5 escamas supraoculares medianas, 4/3 supraoculares laterales y 7/7 escamas superciliares.
- Presencia de la última escama labial inferior de tamaño pequeño.
- Escamas infralabiales posteriores no alargadas.
- Escama postmental dividida, seguida de 3-4 pares de escudos gulares.
- Presencia de escamas preauriculares de forma irregular.
- Presencia de escamas supraauriculares alargadas y espinosas, conocidas comúnmente como "cuernitos" en las especies del género Abronia.
- 20-22 escamas subdigitales en los cuartos dedos.
- Escamas caudales bien organizadas en forma de anillos (96 en el holotipo).

### Coloración
El dragoncito de la sierra de las Minas cuenta con una coloración similar a las lateritas de su hábitat, con un dorso de color canela o pardo rojizo o grisáceo, con la presencia de manchas oscuras transversales.  La coloración de la piel orbital que rodea el ojo es similar a la coloración del resto de la cabeza. El iris del ojo suele ser de color cobre o bronce. La región ventral varía del amarillento al amarillo verdoso claro. Las escamas cefálicas y de la región temporal frecuentemente presentan patrones vermiculados en negro. La región temporal inferior y mandíbula inferior son de color blanco, con tendencia a amarillear en la región auricular. Los juveniles y subadultos presentan de 7 a 9 bandas dorsales prominentes en la región del cuerpo de color café oscuro.

## Distribución y hábitat

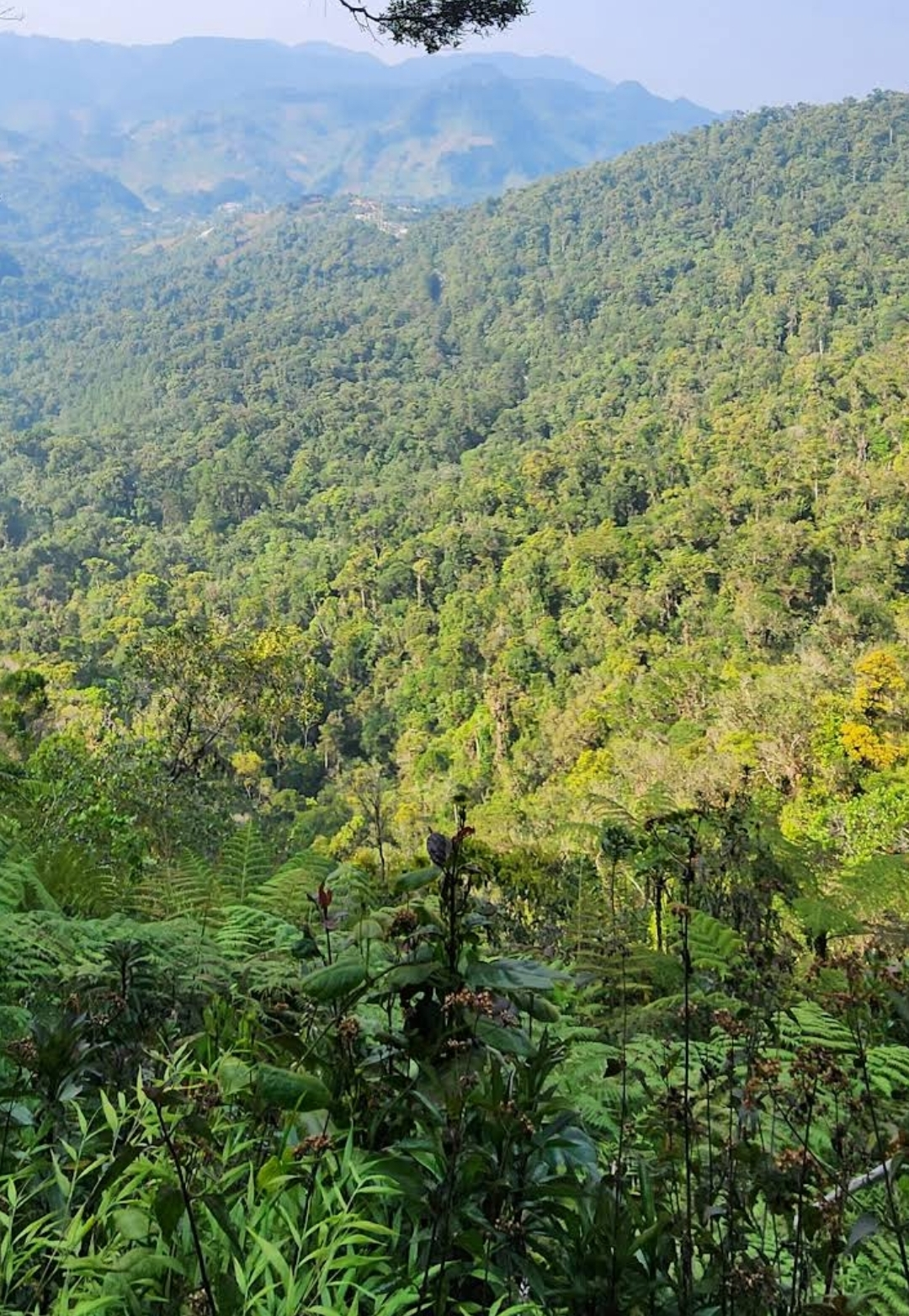
Fotografía del Biotipo del Quetzal, reserva natural protegida en donde se puede encontrar A. gaiophantasma.

A. gaiophantasma es una especie endémica de las montañas del centro de Guatemala, con una extensión de ocurrencia documentada de aproximadamente 650 km² y un rango altitudinal entre los 1600 y 2650 m s. n. m. Se distribuye en la sierra de las Minas, ubicada en el departamento de Baja Verapaz, en Guatemala. La localidad tipo es en la ladera oeste del cerro Verde en las cercanías de La Unión Barrios, Baja Verapaz, Guatemala, a 1600 m s. n. m.
La especie se distribuye en algunas reservas naturales, como la Reserva Biotopo Mario Dary Rivera, o Biotopo del Quetzal, con un área de distribución de 11.5 km², siendo actualmente la única área protegida categorizada por la UICN. También se distribuye en la reserva de biosfera de la Sierra de las Minas y varias otras reservas naturales privadas. Una de estas reservas naturales privadas es la Reserva Natural Privada Chelemhá, en Alta Verapaz, Guatemala, específicamente en la Montaña Yalijux en un bosque nuboso primario a 2,270 metros de altitud. Otra población se encuentra en la Montaña Caquipec (Chicacnab), a 2,530 m. La población se encuentra actualmente aislada debido a la deforestación que existe en la zona.
Según la Unión Internacional para la Conservación de la Naturaleza (UICN), la extensión potencial cubre alrededor de 2,700 km². Sin embargo, este cálculo incluye zonas de hábitat inadecuado para la especie, como un valle árido en el oeste. Una evaluación más realista basada en altitudes continuas superiores a 1,500 metros reduce esta cifra a 2,300 km². Aunque el 52% (1,190 km²) del área de distribución de esta especie está bajo alguna forma de protección legal, solo un 0.5% corresponde a áreas estrictamente protegidas en las categorías I o II de la UICN. La falta de conectividad entre las reservas y la limitada cobertura de protección estricta agravan la vulnerabilidad de A. gaiophantasma.
Dentro de la distribución de esta especie, existe un caso de "micro-simpatría" con el dragoncito de Guatemala Central (Abronia fimbriata). Ambas especies coexisten en el bosque nuboso húmedo de la sierra de las Minas, en Guatemala, específicamente en la Reserva Biotopo Mario Dary Rivera, en área reducida de aproximadamente 4 o 5 hectáreas. Los herpetólogos Campbell y Frost, reportaron un caso en el que ejemplares de ambas especies se encontraron en raíces adyacentes del mismo árbol, expuestas a un parche de luz solar.
En cuanto a su distribución, A. gaiophantasma se extiende más hacia el este, llegando a regiones cercanas a Chilascó. Esta área es más seca y está dominada por bosques de pino-encino, un tipo de hábitat donde A. fimbriata no se ha detectado. Por el contrario, A. fimbriata se distribuye hacia el norte en los bosques nubosos de Alta Verapaz, donde A. gaiophantasma no está presente, lo que refleja una segmentación ecológica en su rango geográfico.

### Hábitat
Cómo otras especies de dragoncitos, A. gaiophantasma presenta una marcada preferencia arbórea, habitando en bosques nubosos y bosques de pino-encino estacionalmente secos, mostrando cierta plasticidad ecológica. También habita bosques húmedos-lluviosos subtropicales y subtropicales montañosos bajos. En el límite de la distribución conocida de la especie, en Chelemhá, el hábitat está rodeado de un denso bosque nuboso, con árboles de hasta 40 metros de altura. Sin embargo, esta área enfrenta desafíos significativos debido a la deforestación, que ha fragmentado el hábitat y aislado esta población de otras previamente registradas, como las de Montaña Caquipec, a 13 kilómetros al oeste.

### Microhábitat
Habita en vegetación epifita, en plantas como en grandes bromelias y en musgo español o paxtle, creciente sobre árboles de roble, lo que refuerza su asociación con ambientes húmedos y bosques nubosos.

## Estado de conservación y amenazas
La Unión Internacional para la Conservación de la Naturaleza (UICN) considera a esta especie como en peligro de extinción, esto debido a que presenta diversas amenazas ambientales, como la pérdida de su hábitat a causa de la agricultura y el cultivo de exportación de la planta ornamental Chamaedaphne calyculata a países como Japón y Europa. Otras amenazas para esta especie incluyen la conversión de su hábitat en plantaciones de pino y la degradación de su hábitat debido a incendios intencionales. Debido a esto, los herpetólogos Campbell y Frost expresaron dudas serías acerca de que esta especie, y varias otras del género Abronia sobrevivieran a lo largo del siglo XXI, llegando reducción de las poblaciones restantes a niveles pequeños e inviables hasta su extinción.